# Rifeo
Rifeo o Ripheus o Ripeo es un personaje de la guerra de Troya. No figura en la mitología griega sino en una muy rápida mención de la Eneida. El personaje es retomado en La Divina Comedia del poeta florentino Dante Alighieri.

## EnLa Eneida
En el Canto II de la La Eneida de Publio Virgilio Marone se nombra al personaje de pasada, durante la caída de Troya, primero en el verso 339 entre los compañeros de Eneas que toman las armas, y luego en el verso 426 y siguientes:

[...] cadit et Rhipeus, iustissimus unus

qui fuit in Teucris et seruantissimus aequi

(dis aliter uisum) [...]
vv. 426-428

...también cayó Rifeo, el más justo / que hubo entre los troyanos y el más fiel protector de la justicia/ (otro fue el sentir de los dioses)

## EnLa Divina Comedia
Este énfasis indujo a Dante Alighieri a retomar el personaje y colocarlo en el cielo de Júpiter, entre las almas de los justos en el canto XX del Paraíso, tal vez como un ejemplo de héroe oscuro. El crítico Natalino Sapegno lo considera el "símbolo ejemplar de las maneras misteriosas e inescrutables mediante las cuales la Gracia procede en la elección de sus elegidos", pues no sólo es un personaje menor, sino también "el más justo de todos", y un pagano; Dante lo toma como modelo de la misericordia divina, que le permite al héroe ser iluminado por la gracia divina y ver su futura Redención, haciéndose cristiano.